# Justine Bateman
Justine Tanya Bateman (Rye, Nova Iorque, 19 de fevereiro de 1966) é uma actriz estadunidense. Célebre por seu papel de Mallory Keaton no série "Family Ties" (1982-1989), Bateman também participou de outras séries como "Men In Trees", "Still Standing" e "Desperate Housewives" e em filmes como "Satisfaction".

## Biografia
Justine nasceu em Rye, Nova Iorque, filha de Victoria, uma comissária de bordo da PanAm, e de Kent Bateman, diretor e roteirista de cinema em Hollywood. Seu irmão mais novo é o ator Jason Bateman. Ela estudou na Taft High School, em Woodland Hills - Califórnia e formou-se em 1984.

## Carreira
Ela desempenhou o papel da superficial Mallory Keaton na sitcom Family Ties de 1982 a 1989. Mallory foi apresentada como "cabeça de vento", que foi motivo de piadas e chacotas de seu irmão Alex P. Keaton (Michael J. Fox). Em 1984, Bateman estrelou na série de televisão "Tales from the Darkside" no episódio "Mookie and Pookie". Em 1988, Bateman estrelou o papel principal de "Satisfaction", um filme sobre uma banda feminina ao lado de Julia Roberts e Liam Neeson> Ela estrelou como a vocalista da banda e fez os vocais na trilha sonora do filme. Justine apareceu em quatro episódios da série Lois & Clark: As Novas Aventuras do Superman como a Criptoniana Sarah/Zara.
Fez um retorno breve à TV na série da NBC britânica "Men Behaving Badly", ao lado de Rob Schneider e Ron Eldard em 1996-97. Contudo, saiu devido uma disputa de contrato. Já apareceu em vários filmes feitos para a TV.
Na terceira temporada de "Arrested Development" intitulada "family ties", seu personagem acreditava ser inicialmente a irmã de Michael Blut, mas acaba por ser uma prostituta aproveitada por seu pai. O papel de Michael Blut foi desempenhado por seu irmão Jason Bateman.
Em 2006, Justine foi convidada a estrelar o décimo episódio de Men in Trees no papel de Lynn Barstow, o que ocasionou mais aparições nos oito próximos episódios. Ela também estrelou como Terry em Still Standing. Além disso, em 2006, ela estrelou um filme feito para TV chamado "To Have and to Hold", com Sebastian Spence. Em 2008, ela interpretou uma traficante de drogas que aluga um quarto de  Carlos e Gabrielle Sollis, em Desperate Housewives. Naquele mesmo ano, Bateman apareceu em um episódio de Californication. Em 2009 ela assumiu o papel de ex-esposa de Lassiter, no E.U.A. Psych.

## Vida pessoal
No verão de 1986, Justine deu aulas de teatro e dirigiu uma pequena peça intitulada "Otis Parson's" no centro de Los Angeles. Durante este tempo, ela contratou um artista, o Galo "MAKE" Canote, que estava trabalhando no Parque MacArthur Bandshell para pintar sobre um outdoor do Bruce Springsteen. Ela namorou Galo por pouco tempo e logo estavam no altar. O relacionamento durou pouco.
Bateman foi casada com Mark Fluent, desde 2001, e tem dois filhos, Duke (nascido em 18 de junho de 2002) e Olivia Fluent (nascida em janeiro de 2004). Em 2000, fundou sua própria empresa de design de moda e atua no Conselho Nacional de Diretores do Screen Actors Guild. No entanto, em julho de 2009, ela se demitiu do conselho SAG antes do final de seu termo inicial de 3 anos.